# خولیان بوتارو
خولیان بوتارو (اسپانیایی: Julián Bottaro‎؛ زادهٔ ۲۸ سپتامبر ۱۹۹۲) بازیکن فوتبال اهل آرژانتین است.

## باشگاهی
از باشگاه‌هایی که در آن بازی کرده‌است می‌توان به باشگاه فوتبال اتلتیکو هوراکان اشاره کرد.